# Папская башня

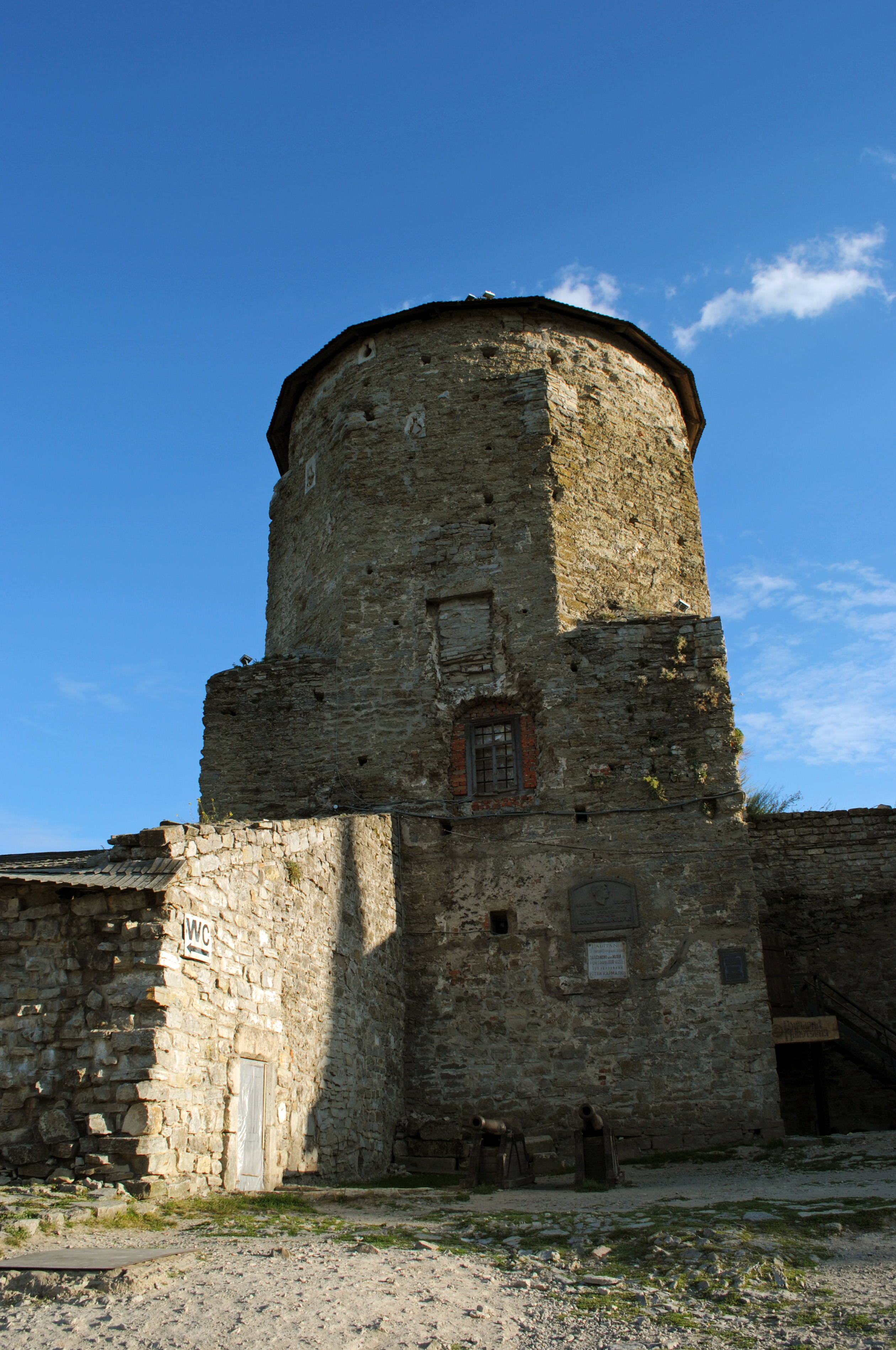

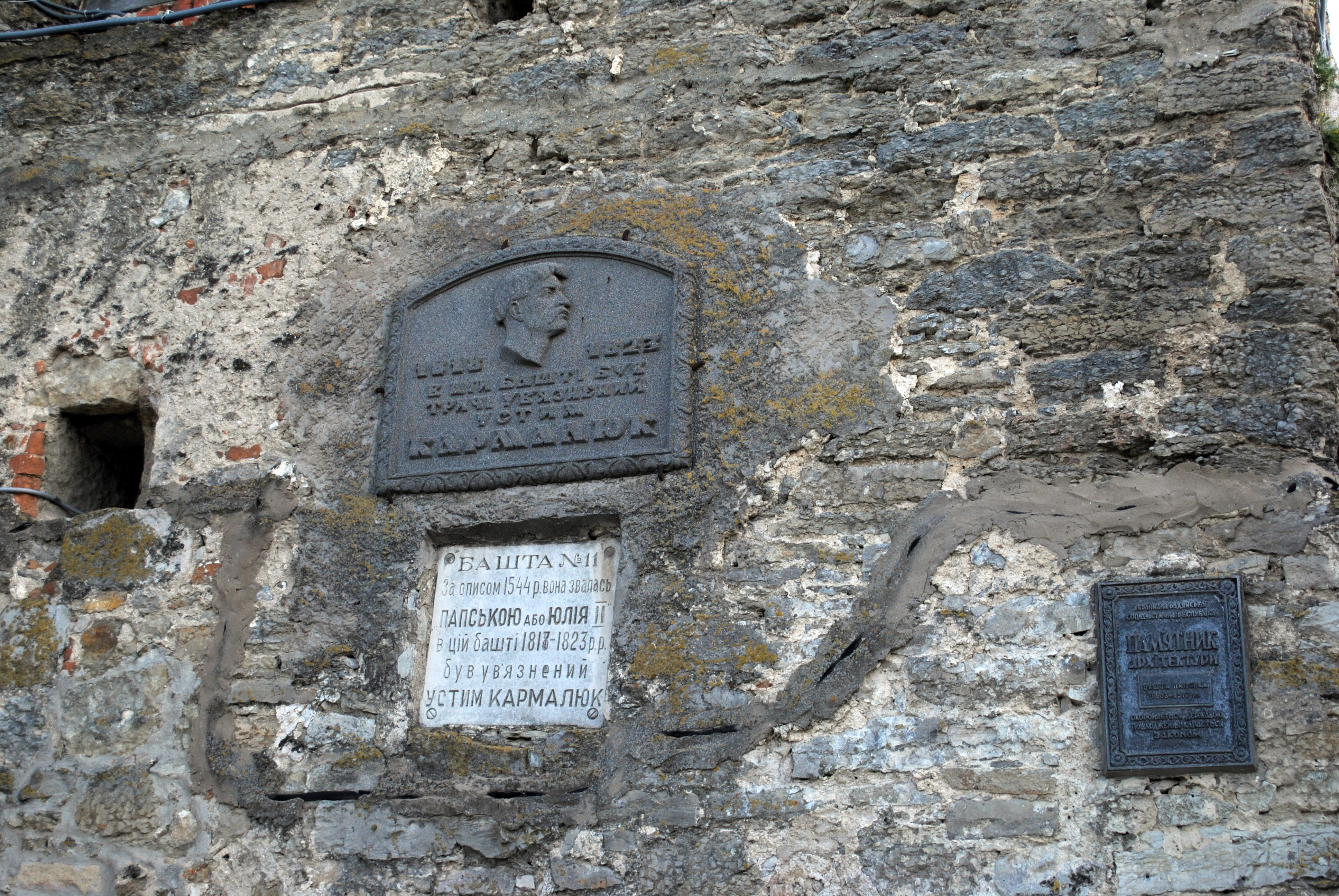

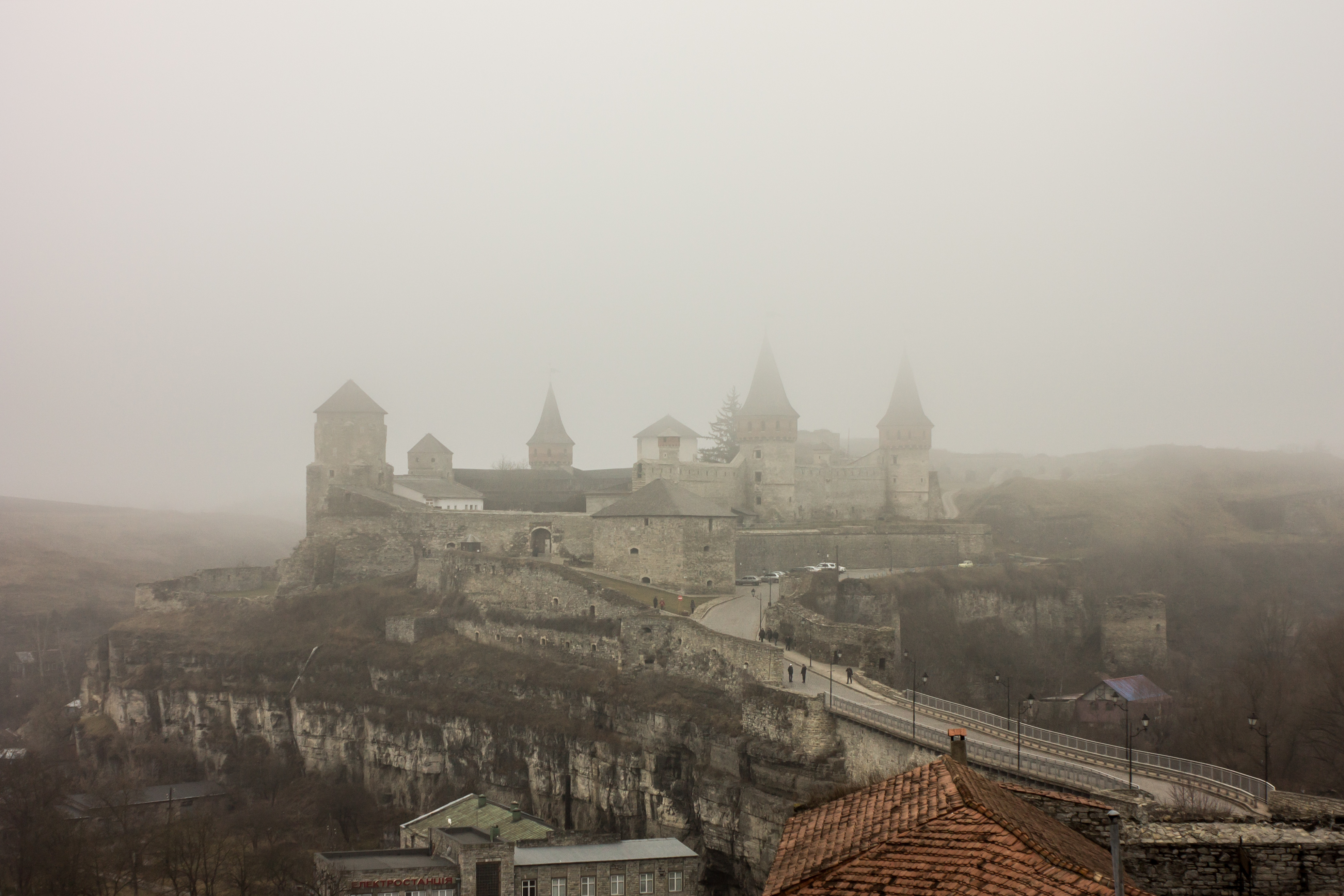
Папская башня — крайняя слева.

Папская башня (другие названия — Кармелюкова) — башня Старого замка № 12 города Каменец-Подольский. Сооружена в XIV—XVI веках. Образует южный, внешний угол Старого замка.

## История
Папская башня названа в честь папы Юлия II, пожертвовавшего польскому королю Александру Ягеллончику средства на ремонт башни. Причем папскими после проведения в начале XVI столетия ремонтных работ в крепости, называли все реконструированные башни.
Её также называли Юлианской. В некоторых источниках она названа «башней Святой Урсулы», поскольку под ней размещалась южная батарея имени этой святой. Была идентична ныне несохранившейся Чёрной башне.
Ещё одно название — Кармелюкова — связано с заключением в её стенах (в 1818—1823 годах) предводителя народного восстания на Подолье, Устима Кармалюка. В 1823 году ему удалось сбежать из заключения вместе с товарищами. На данный момент башне находится музейная экспозиция Устима Кармелюка и мастерская гончара.